# Esdras Parra
Esdras Parra (1937-2004) là một nhà văn, nhà thơ và người phụ nữ chuyển giới người Venezuela. Cô sinh năm 1937 tại Santa Cruz de Mora, Venezuela và qua đời năm 2004. Parras bắt đầu sự nghiệp viết truyện ngắn và sau đó viết thơ. Một số thơ của cô đã được dịch sang tiếng Anh bởi Jamie Berrout.
Parra cũng là một biên tập viên sáng lập của tạp chí văn học Imagen.
Đã là một nhà văn thành công, Parra chuyển đến London vào đầu những năm bảy mươi. Cô trở về Venezuela vào cuối những năm bảy mươi chỉ để thấy mình bị sa thải khỏi công việc của mình tại Revista Nacional de Cultura và bị gia đình và đồng nghiệp từ chối. Sau đó, cô đã không xuất bản một cuốn sách cho đến năm 1995, khi cô xuất bản Este suelo secreto, nơi cô thảo luận về những suy nghĩ và cảm xúc của mình khi sống như một người phụ nữ chuyển giới.